# Tricolore (metropolitana di Milano)
Tricolore è una stazione della linea M4 della metropolitana di Milano.

## Storia
Il 19 gennaio 2015 sono state consegnate le aree per un successivo inizio dei lavori al consorzio di imprese che deve realizzare l'opera.
Il 5 agosto 2015 sono iniziati i lavori di costruzione veri e propri, con la modifica della viabilità di superficie: da Tricolore sono state calate le talpe che hanno scavato i tunnel di tipo periferico verso Linate e verso la direzione opposta quelle adatte all'attraversamento del sensibile centro storico fino a Bolivar.
L'apertura, inizialmente prevista per la fine di giugno 2023, si è tenuta il 4 luglio dello stesso anno, in occasione del prolungamento della linea da Dateo a San Babila, che diventa capolinea provvisorio.

## Interscambi
Nelle vicinanze della stazione effettuano fermata alcune linee urbane di superficie, tranviarie e automobilistiche, gestite da ATM.
- Fermata tram (Tricolore M4, linee 9 e 19)
- Fermata autobus

## Servizi
La stazione dispone di:
- Accessibilità per portatori di handicap
- Ascensori
- Scale mobili
- Emettitrice automatica biglietti
- Stazione videosorvegliata
- Servizi igienici